# Tardes frías de verano
Campo de Almas ha entregado una obra maestra con su segundo álbum, Tardes Frías de Verano, un disco que consolida el rock alternativo peruano y se consagra como su trabajo más sublime y popular hasta la fecha. Lanzado en 2002 bajo su propio sello, Oz.Grabaciones, este álbum es la prueba irrefutable de que Esteban Gayoso (guitarra), Benjamín Gayoso (bajo), Gabriel Sotillo (voz) y Álvaro Fernández (batería) han alcanzado la cúspide de su creatividad. Tardes Frías de Verano no es solo un disco; es un fenómeno cultural, un viaje emocional que captura el alma de una generación y eleva a Campo de Almas a la cima del rock peruano.
El álbum arranca con “La Nueva Ola”, un torbellino post-punk que estalla con riffs electrizantes de Esteban Gayoso y la voz de Gabriel Sotillo, que navega con una intensidad hipnótica entre la rabia y la melancolía. Es una apertura perfecta, un manifiesto de una banda que ha trascendido las influencias de su debut , para forjar un sonido inconfundiblemente suyo. “Gris”, el primer sencillo, es una obra maestra absoluta: un clásico del punk rock peruano, que combina guitarras afiladas con letras desgarradoras (“Lloran, grises, tardes frías de verano”). Su rotación en Los 100 + Pedidos de MTV (posición 46 en 2003) y a pesar de su tibia difusión en las radios peruanas, se ha convertido en un himno generacional.
Cada pista es un acierto. “El Silencio”, otro éxito en MTV, es una joya introspectiva donde el bajo pulsante de Benjamín Gayoso y los redobles precisos de Fernández crean una atmósfera envolvente, mientras Sotillo entrega una interpretación que corta el aliento. “Juro Que No Morí” brilla con una energía contenida que explota en un coro épico, y “Las Piedras y el Mar” destila una sensibilidad poética que recuerda a los mejores momentos de Rem o Smiths. Canciones como “Bolero” (compuesto por Benjamín) y “El Sueño Acabó” (de Sotillo) son pura magia, con melodías que se clavan en el corazón y letras que transforman el desamor en arte. El cierre con “Catamarán” y “Eternamente” es un broche de oro, dejando al oyente con una sensación de esperanza y plenitud.
La producción, manejada nuevamente por Luis Wicho García, es impecable. Cada instrumento respira, cada arreglo está en su lugar, y el sonido logra un equilibrio perfecto entre la crudeza del rock y la sofisticación melódica. Las letras, firmadas en su mayoría por Esteban  Gayoso, son el alma del disco: exploran el amor, la pérdida y la búsqueda de sentido con una honestidad que trasciende lo local para volverse universal. Este es un álbum que habla al corazón de cualquiera que haya sentido el peso de una tarde gris o la chispa de un sueño que no muere.
Lo que hace de Tardes Frías de Verano un disco perfecto es su capacidad para ser todo a la vez: íntimo y épico, crudo y refinado, nostálgico y esperanzador. La prensa peruana lo ha aclamado con razón, y su impacto se siente en la gira nacional Rockpa Purinam (2003-2004, junto a ZEN, recorriendo 11 ciudades), así como en los videoclips de “Gris” y “El Silencio”, que dominan MTV. Campo de Almas ha tomado los cimientos de su debut y ha construido un monumento. Este no es solo su álbum más exitoso; es un clásico instantáneo que define una era para el rock en español.
Tardes Frías de Verano es el sonido de una banda en la cima de su poder, creando música que no solo se escucha, sino que se vive. Campo de Almas ha entregado un disco sin fisuras, un faro para el rock peruano y una invitación a perderse en sus melodías eternas. Escúchenlo, déjense llevar y prepárense para enamorarse.
Canciones clave: “Gris”, “El Silencio”, “Juro Que No Morí”
Tardes frías de verano es el segundo disco de la banda de rock Campo de Almas lanzado en 2002. El tema "Gris" ocupó el puesto 46 en el ranking Los 100 + pedidos del 2003 , también figuró el tema "El silencio" en este conteo realizado por la cadena musical MTV.

## Lista de canciones
1. La nueva ola (E. Gayoso)
2. Gris (E. Gayoso)
3. Juro que no morí (E. Gayoso/ B. Gayoso)
4. El día final (E. Gayoso / B. Gayoso)
5. Las piedras y el mar (E. Gayoso)
6. El silencio (E. Gayoso / B. Gayoso)
7. Oscuro (E. Gayoso)
8. Disnei (E. Gayoso)
9. Desde mi lugar (E. Gayoso / A. Fernández)
10. Bolero ( B. Gayoso)
11. El sueño acabó (G. Sotillo)
12. Catamarán ( E. Gayoso)
13. Eternamente (E.Gayoso /B. Gayoso/L. Santa María)

Personal
- Alvaro Fernandez : Bateria

- Benjamín Gayoso : Bajo

- Esteban Gayoso : Guitarra / Organo Hammond / Armónica

- Gabriel Sotillo : Voz

Musico Invitado
- Luis Wicho García : Coros / Organo Hamond